# Орлінда (Теннессі)
Орлінда (англ. Orlinda) — місто (англ. city) в США, в окрузі Робертсон штату Теннессі. Населення — 947 осіб (2020).

## Географія
Орлінда розташована за координатами 36°35′37″ пн. ш. 86°41′58″ зх. д. / 36.59361° пн. ш. 86.69944° зх. д. (36.593536, -86.699570).  За даними Бюро перепису населення США в 2010 році місто мало площу 17,35 км², уся площа — суходіл.

## Демографія
Згідно з переписом 2010 року, у місті мешкало 859 осіб у 306 домогосподарствах у складі 239 родин. Густота населення становила 49 осіб/км².  Було 331 помешкання (19/км²).
Расовий склад населення:
| - 90,1 % — білих - 5,2 % — чорних або афроамериканців - 0,5 % — азіатів - 0,2 % — корінних американців - 2,4 % — осіб інших рас |

До двох чи більше рас належало 1,5 %. Частка іспаномовних становила 3,4 % від усіх жителів.
За віковим діапазоном населення розподілялося таким чином: 27,9 % — особи молодші 18 років, 58,9 % — особи у віці 18—64 років, 13,2 % — особи у віці 65 років та старші. Медіана віку мешканця становила 36,3 року. На 100 осіб жіночої статі у місті припадало 101,2 чоловіків;  на 100 жінок у віці від 18 років та старших — 93,4 чоловіків також старших 18 років.
Середній дохід на одне домашнє господарство  становив 67 596 доларів США (медіана — 52 991), а середній дохід на одну сім'ю — 66 981 долар (медіана — 55 417). Медіана доходів становила 39 444 долари для чоловіків та 30 625 доларів для жінок. За межею бідності перебувало 13,8 % осіб, у тому числі 19,5 % дітей у віці до 18 років та 6,8 % осіб у віці 65 років та старших.
Цивільне працевлаштоване населення становило 493 особи. Основні галузі зайнятості: освіта, охорона здоров'я та соціальна допомога — 20,7 %, виробництво — 12,8 %, науковці, спеціалісти, менеджери — 11,8 %.